# Horne (Varde)
Horne is een plaats in de Deense regio Zuid-Denemarken, gemeente Varde. De plaats telt 483 inwoners (2008).